# روبرت مكغيل (كاتب)
روبرت مكغيل (بالإنجليزية: Robert McGill)‏ (1976 في كندا)؛ كاتب وروائي كندي.

## الجوائز
- منحة رودس